# Offa's Dyke
Offa's Dyke (walisisk: Clawdd Offa), en op til 6 meter høj og 20 meter bred, lineær vold, der blev bygget i det 8. århundrede.
Volden fungerede mere som grænsemarkering end som forsvarsværk, og var beliggende mellem daværende Wales og kongeriget Mercia (England).
Det er generelt accepteret at påbegyndelsen af jordvolden må tillægges kongen Offa af Mercia.
Volden startede mod nord ved det nuværende Prestatyn ved Clwyd-kysten og løber sydover til Chepstow ved Sedbury-klinterne i Gwent en afstand på ca. 177 miles, 285 km.
Der findes i dag stadig rester af jordvolden. Et af de bedst bevarede områder ligger ca. 2 km øst for byen Montgomery.
En fjernvandrevej blev anlagt på og langs med Offa’s Dyke i 1971.